# آلپاین ای۴۲۴
آلپاین ای۴۲۴ یک ابر خودروی اتومبیلرانی ورزشی در کلاس لمانز دیتونا هایپرکار است که توسط آلپاین اتوموبیلز طراحی شده و توسط اورکا برای رقابت در کلاس هایپرکار لمانز برای حضور و شرکت در مسابقات جهانی استقامتی ساخته شده است.